# Kitab al-Kafi
Kitab al-Kafi (arab. ‏الكافي‎, Al-Kāfī) – zbiór hadisów autorstwa szyickiego uczonego, al-Kulajniego. Praca jest podzielona na trzy główne sekcje; Usūl al-Kāfī (epistemologia, teologia, historia, etyka, modlitwa), Furūʿ al-Kāfī (zagadnienia prawne i praktyczne), a także Rawdat al-Kāfī (zawiera rozmaite narracje, głównie długie listy i przemowy autorstwa imamów).

## Przedmowa
"(...) Chcieliście mieć księgę, która byłaby wystarczająca dla waszych potrzeb religijnych, która zawierałaby wszelkie rodzaje wiedzy ('ilm) na temat religii, która byłaby odpowiednia dla uczniów i z której mogliby czerpać nauczyciele. Mogłaby być więc używana przez ludzi pragnących wiedzy o religii i legalnej praktyce ('amal) zgodnie z mocnymi tradycjami (athar) od prawdomównych (Imamów)."

## Rozdziały

### Usūl al-Kāfī
Pierwsze osiem ksiąg zbioru jest zwane Usūl al-Kāfī (zawiera tradycje odnoszące się do zasad religii i zasad na których opiera się prawo religijne):
1. Kitāb al-‘aql wa al-jahl (Księga rozumu i ignorancji)
2. Kitab fadl al-'ilm (Księga wielkości wiedzy)
3. Kitab al-tawhid (Księga jedności)
4. Kitab al-hudżdża (Księga dowodu)
5. Kitāb al-īmān wa al-kufr (Księga wiary i niewiary)
6. Kitāb al-du‘ā' (Księga modlitwy)
7. Kitāb al-fadl al-Qur'an (Księga wielkości Koranu)
8. Kitāb al-'ishra (Księga towarzystwa)

### Furūʿ al-Kāfī
Księgi dziewiąta do trzydziestej czwartej zwane są Furūʿ al-Kāfī (zawiera tradycje omawiające szczegóły prawodawstwa religijnego):
1. Kitab al-tahara (Księga czystości)
2. Kitab al-hayd (Księga menstruacji)
3. Kitab al-jana'iz (Księga pogrzebów)
4. Kitab al-salat (Księga modlitwy)
5. Kitab al-zakat wa al-sadaqah (Księga podatku)
6. Kitab al-siyam (Księga poszczenia)
7. Kitab al-hajj (Księga pielgrzymki)
8. Kitab al-jihad (Księga wojny)
9. Kitab al-ma'isha (Księga zarabiania)
10. Kitab al-nikah (Księga małżeństwa)
11. Kitab al-'aqiqa (Księga ofiary)
12. Kitab al-talaq (Księga rozwodu)
13. Kitab al-'itq wa al-tadbir wa al-mukataba (Księga niewolników i ich uwalniania)
14. Kitab al-sayd (Księga polowania)
15. Kitab al-dhaba'ih (Księga rytualnego uboju)
16. Kitab al-at'ima (Księga pokarmu)
17. Kitab al-ashriba (Księga napoju)
18. Kitab al-zi wa al-tajammul wa al-muruwwa (Księga ubioru, ozdób i manier))
19. Kitab al-dawajin (Księga zwierząt domowych)
20. Kitab al-wasaya (Księga testamentu)
21. Kitab al-mawarith (Księga praw spadkowych)
22. Kitab al-hudud (Księga kar)
23. Kitab al-diyat (Księga prawa krwi)
24. Kitab al-shahadat (Księga świadczenia (w sprawach sądowych))
25. Kitab al-Qada' wa al-ahkam (Księga zachowania sędziów)
26. Kitab al-ayman wa al-nudhur wa al-kaffarat (Księga przysiąg, hołdów i kar (za ich łamanie))

### Rawdat al-Kāfī
W części Rawdat al-Kāfī, autor nie używa już systematycznej metody jakiej użył w Usul i Furu. Tradycje następują po sobie bez większego uporządkowania. Prezentując tradycje w swym zbiorze, al-Kulajni dodaje bardzo mało od siebie. W niektórych przypadkach uważa za konieczne wyjaśnienie pewnych kwestii które wydają się być pozornie niezrozumiałe bądź wewnętrznie sprzeczne, przypadki jego interwencji są jednak rzadkie. Jego praca polegała przede wszystkim za zebraniu tradycji.